# Pedro Zarraluki Rubió
Pedro Zarraluki Rubió (català: Pedro Zarraluki)  (Barcelona, 31 de desembre de 1954 - Girona, 2 de març de 2025) fou un escriptor català que escrivia en castellà. Autor precoç, publicà l'opera prima els 1970 en la qual aparegué com a escriptor junt amb altres joves literats. Després de més de dues dècades de carrera va assolir un gran prestigi entre la crítica i el públic, tant com a novel·lista com narrador de relats, essent aquests últims traduïts a diversos idiomes. Entre els seus llibres de relats més reconeguts es troben Galería de enormidades i Retrato de familia con catástrofe. És reconegut com a escriptor que ha sabut tractar l'humor.

## Biografia
Va néixer a la ciutat de Barcelona, on va cursar els seus estudis. Col·laborà habitualment en mitjans de premsa i ràdio, i va impartir classes a l'Escola d'Escriptura de l'Ateneu Barcelonès. Les seves obres han estat traduïdes a diversos idiomes com l'italià, el francès, el grec o el rus.

## Novel·les
- La noche del tramoyista (Alfaguara, 1986)
- El responsable de las ranas (Anagrama, 1990). Premi Ciutat de Barcelona i Premi Ojo Crítico
- La historia del silencio (Anagrama, 1994). Premi Herralde de Novel·la
- Hotel Astoria (Anagrama, 1997)
- Para amantes y ladrones (Anagrama, 2000)
- Un encargo difícil (Destino, 2005). Premi Nadal
- Todo eso que tanto nos gusta (Destino, 2008)

## Relat breu
- Galería de enormidades (Anagrama, 1983)
- Tres trayectos innobles (Almarabú, 1986)
- Retrato de familia con catástrofe (Anagrama, 1989)
- Humor pródigo (Antología) (Destino, 2007)
- Te espero dentro (Destino, 2014)
- Diverses antologies han recollit els seus relats breus, com Son cuentos, de Fernando Valls (1993), The origins of desire, de Juan Antonio Masoliver (1993), Cien años de cuentos, de José María Merino (1998), o Words Without Borders (2013)

## Novel·la juvenil
- El hijo del virrey (Siruela, 2012)

## Premis
- Premi Margarita Xirgu de teatre radiofònic 1988, per Retrato sobre una barca
- Premi Ciutat de Barcelona 1990, per El responsable de las ranas
- Premi Ojo Crítico de Ràdio Nacional d'Espanya 1990, per El responsable de las ranas
- Premi Herralde de Novel·la 1994, per La historia del silencio
- Premi Nadal 2005, per Un encargo difícil
- La seva novel·la juvenil El hijo del virrey va ser elegida el 2013 per The White Ravens